# Anzor Uryšev
Anzor Suaddinovič Uryšev (Uryš) (* 23. ledna 1987) je ruský zápasník kabardské národností.

## Sportovní kariéra
Je rodánkem z kabardské obce Psychurej v Baksanském okrese. Zápasení se věnoval od útlého dětství pod vedením svého otce Suaddina. Od 14 let se připravoval na střední sportovní škole v Nalčiku. Jeho osobním trenérem je Anzor Tembotov. Byl členem armádního sportovního střediska v Krasnojarsku. V ruské volnostylařské reprezentaci se prosazoval od roku 2009 ve váze do 84 kg. V roce 2012 uspěl v ruské nominaci na olympijské hry v Londýně na úkor Dagestánce Alberta Saritova. V Londýně prohrál ve čtvrtfinále s Íráncem Ehsanem Lašgarím ve dvou setech 0:2. Od roku 2014 se v ruské reprezentaci neprosazoval na úkor mladého Abdulrašida Sadulajeva.

## Výsledky

### Zápas ve volném stylu
| Olympijské hry     |    | — |   |    |    | 8. |    |  |  |  |
| Mistrovství světa  | —  |   | — | —  | —  |    | —  |  |  |  |
| Mistrovství Evropy | —  | — | — | 1. | 1. | 3. | 3. |  |  |  |
| MS juniorů         | 2. |   |   |    |    |    |    |  |  |  |
| ME juniorů         | —  |   |   |    |    |    |    |  |  |  |